# 양산 통도사 부도
양산 통도사 부도(梁山 通度寺 浮屠)는 대한민국 경상남도 양산시 하북면 지산리, 통도사에 있는 승탑이다. 2015년 7월 30일 경상남도의 유형문화재 제585호로 지정되었다.

## 지정 사유
통도사 부도는 통도사 주변 일대에 흩어져 있던 승탑과 탑비를 이전, 재정비한 후 새롭게 조성한 곳이다. 이들 승탑 및 탑비는 조선후기의 특징적인 양식을 나타내고 있어 불교미술사 연구에 중요한 자료적 가치가 있다.
또한 이들 승탑․탑비의 조성연대를 명확히 알 수 있어 조선후기 승탑․탑비 양식의 절대편년을 제공해주는 귀중한 자료이다.

## 세부 내역
| 지정번호   | 문화재명                                                                                    | 수량                         |
| ---------- | ------------------------------------------------------------------------------------------- | ---------------------------- |
| 제585-1호  | 양산 통도사 우운당 진희대사 승탑·탑비·사리구 (梁山 通度寺 友雲堂 眞熙大師 僧塔‧塔碑․舍利具) | 승탑1기, 탑비1기, 사리구 2점 |
| 제585-2호  | 양산 통도사 낙운당 지일대사 승탑·탑비·사리구 (梁山 通度寺 洛雲堂 智日大師 僧塔‧塔碑․舍利具) | 승탑1기, 탑비1기, 사리구 4점 |
| 제585-3호  | 양산 통도사 동운당 혜원대사 승탑·탑비 (梁山 通度寺 東雲堂 慧遠大師 僧塔‧塔碑)               | 승탑 1기, 탑비 1기           |
| 제585-4호  | 양산 통도사 응암당 희유대사 승탑·탑비 (梁山 通度寺 凝庵堂 僖愈大師 僧塔‧塔碑)               | 승탑 1기, 탑비 1기           |
| 제585-5호  | 양산 통도사 무영당 축환대사 승탑·탑비 (梁山 通度寺 無影堂 竺環大師 僧塔‧塔碑)               | 승탑 1기, 탑비 1기           |
| 제585-6호  | 양산 통도사 용파당 도주대사 승탑·탑비 (梁山 通度寺 龍坡堂 道周大師 僧塔‧塔碑)               | 승탑 1기, 탑비 1기           |
| 제585-7호  | 양산 통도사 능암당 지영대사 승탑·탑비 (梁山 通度寺 陵庵堂 智英大師 僧塔‧塔碑)               | 승탑 1기, 탑비 1기           |
| 제585-8호  | 양산 통도사 설송당 연초대사 승탑·탑비·사리구 (梁山 通度寺 雪松堂 演初大師 僧塔‧塔碑․舍利具) | 승탑1기, 탑비1기, 사리구 6점 |
| 제585-9호  | 양산 통도사 연파당 덕장대사 승탑·탑비 (梁山 通度寺 淵坡堂 德藏大師 僧塔‧塔碑)               | 승탑 1기, 탑비 1기           |
| 제585-10호 | 양산 통도사 영월당 우징대사 승탑·탑비 (梁山 通度寺 影月堂 瑀澄大師 僧塔‧塔碑)               | 승탑 1기, 탑비 1기           |
| 제585-11호 | 양산 통도사 구용당 천유대사 승탑·탑비 (梁山 通度寺 九龍堂 天侑大師 僧塔‧塔碑)               | 승탑 1기, 탑비 1기           |
| 제585-12호 | 양산 통도사 동허당 법명대사 승탑·탑비 (梁山 通度寺 東虛堂 法明大師 僧塔‧塔碑)               | 승탑 1기, 탑비 1기           |

## 참고 자료
- 양산 통도사 부도 - 국가유산청 국가유산포털